# Tarik Kuzucu
Eric Gold (bürgerlich Tarik Kuzucu; * 21. April 1987 in Würzburg) ist ein deutscher Kampfsportler, Kickbox-Weltmeister und Kampfkunsttrainer. Er wurde 2009 Weltmeister der World Kickboxing Association (WKA) im Vollkontakt-Kickboxen in der Gewichtsklasse bis 79 kg. Gold besitzt den 4. Dan im Kickboxen und ist Träger des Schwarzgurts im Brazilian Jiu-Jitsu (BJJ). Er hat an internationalen Wettkämpfen in verschiedenen Disziplinen wie Mixed Martial Arts (MMA) und Ringen teilgenommen. Bekanntheit erlangte Gold auch als Gründer und Leiter der Kampfkunstschule „True Martial Arts“ (TMA) in Würzburg, einer der größten Kampfsportschulen Süddeutschlands mit über 900 Mitgliedern. Zudem ist er Autor des Buches Kleine Entscheidungen, große Erfolge (2024) und als Online-Trainer auf YouTube und TikTok aktiv.

## Frühes Leben und Ausbildung
Tarik Kuzucu wurde 1987 als Sohn türkischer Einwanderer in Würzburg geboren. Er entdeckte früh sein Interesse an den Kampfkünsten und begann mit 14 Jahren mit dem Kickbox-Training. Bereits als Jugendlicher erzielte er erste Erfolge: bei den WKA-Weltmeisterschaften 2003 in Toronto wurde er Vize-Weltmeister im Thai- und Kickboxen (Junioren). Nach dem Abitur nahm Kuzucu ein Lehramtsstudium für Deutsch und Sport an der Julius-Maximilians-Universität Würzburg auf. Dieses Studium der Germanistik und Sportwissenschaft schloss er erfolgreich ab, womit er die Qualifikation als Gymnasiallehrer bzw. Sportwissenschaftler erlangte. Parallel zu seiner akademischen Ausbildung baute Kuzucu seine Kampfkarriere aus.

## Kampfsportkarriere
Im Alter von 18 Jahren wechselte Kuzucu ins Profilager des Kickboxens. Sein Kampfname lautet „Eric Gold“. 2009 gewann er in Saint-Julien-en-Genevois (Frankreich) den Weltmeistertitel der WKA im Vollkontakt-Kickboxen (Light Heavyweight) durch einen Sieg über den Franzosen Richard Pedro. Zuvor hatte er bereits mehrfach nationale Titel errungen, darunter die Deutsche Meisterschaft im Thaiboxen (WKA) im Amateurbereich. Kuzucu trägt den 4. Dan im Kickboxen, eine hohe Meisterstufe, und hält schwarze Gürtel in mehreren Kampfkünsten. So erreichte er etwa im Brazilian Jiu-Jitsu den Schwarzgurt-Grad unter seinem Trainer Isaac „Whatsup“ Poti. Zur Erweiterung seines Repertoires trainierte er auch Ringen und Grappling – unter anderem bei dem renommierten Wrestling-Coach Kenny Johnson (Bolt Wrestling), der als Wrestling-Trainer im MMA-Bereich bekannt ist. Neben dem Kickboxen trat Kuzucu auch im Mixed Martial Arts an. Darüber hinaus nahm er an Grappling-Turnieren teil, u. a. bei der NAGA Germany und der Abu Dhabi Jiu-Jitsu Pro, um seine Fähigkeiten im Bodenkampf zu testen. Seine Wettkampfbilanz umfasst insgesamt über 50 Profikämpfe in verschiedenen Disziplinen (Kickboxen, Muay Thai, Boxen, BJJ, MMA), von denen er den Großteil siegreich bestritt. Nach Abschluss seiner aktiven Vollkontakt-Karriere konzentrierte sich Kuzucu vermehrt auf das Unterrichten und die Verbreitung seiner Kampfsportphilosophie.

## Trainer- und Coaching-Tätigkeiten
2013 gründete Tarik Kuzucu unter seinem Künstlernamen Eric Gold die Kampfkunstschule „True Martial Arts“ (TMA) in Würzburg. Bereits seit 2009 hatte er neben seinem Studium in Würzburg begonnen, als Trainer selbstständig Kurse zu geben. Aus kleinen Anfängen wuchs TMA Würzburg rasch zur größten Kampfkunstschule der Region. Heute betreibt Gold die Schule hauptberuflich als Schulleiter (Stand: 2020er Jahre) und betreut mit seinem Trainerteam über 900 Mitglieder aller Altersgruppen. Seine Schule deckt ein breites Spektrum an Kampfsportarten ab – vom Kickboxen und Muay Thai über MMA bis zu Brazilian Jiu-Jitsu und Selbstverteidigungskursen. Großen Wert legt Gold auf ein wertebasiertes Kampfsport-Training. So propagiert er in seiner Schule eine klare Haltung gegen Gewalt und Extremismus und betont Respekt, Disziplin und Verantwortungsbewusstsein als Kernwerte des Trainings. Sein pädagogischer Ansatz zielt darauf ab, jungen Menschen durch Kampfsport nicht nur körperliche Fitness, sondern auch Charakterstärke und soziale Kompetenzen zu vermitteln. Für dieses engagementorientierte Konzept wurde die TMA-Schule in der lokalen Presse positiv hervorgehoben. Neben dem regulären Schulbetrieb bietet Gold Workshops, Seminare und Vorträge an. Er bildet auch andere Trainer aus und ist bestrebt, mit TMA ein Qualitätsnetzwerk von Kampfkunstschulen aufzubauen. Für seine Verdienste als Trainer und seinen vorbildlichen Umgang mit Jugendlichen im Kampfsport wurde er regional ausgezeichnet (u. a. Ehrung der Stadt Würzburg 2022).

## Buchveröffentlichung
Im Dezember 2024 veröffentlichte Eric Gold sein erstes Buch mit dem Titel Kleine Entscheidungen, große Erfolge – Die 5 Säulen eines Weltmeisters für mehr Fokus und mentale Klarheit im Leben.
Darin verarbeitet er seine Erfahrungen aus Sport und Coaching und präsentiert Prinzipien, die über den Kampfsport hinaus für persönliches Wachstum anwendbar sind. Gold betont, dass es kein reines „Kampfsport-Buch“ ist, sondern sich an ein breites Publikum richtet – an alle, die ihre Ziele mit Fokus und Klarheit verfolgen möchten. In fünf Kapiteln („Säulen“) beschreibt er Techniken zur mentalen Stärke, zur Optimierung täglicher Routinen und zur Entwicklung einer siegreichen Einstellung. Wissenschaftliche Erkenntnisse aus der Sportpsychologie verbindet er dabei mit praktischen Übungen und persönlichen Anekdoten aus seiner Karriere als Weltmeister. Das Buch erschien 2024 im Kniga-Verlag in Hamburg. Die Veröffentlichung wurde von der Presse aufgegriffen: So interviewte etwa der Radiomoderator und Kickbox-Weltmeister Hannes Marb (Radio Darmstadt) Eric Gold in seinem Podcast „meet&speak“ über die Entstehung des Buches und Golds Motivation dafür. Gold sieht das Werk als Fortsetzung seines pädagogischen Wirkens außerhalb der Matte: Leser sollen dazu inspiriert werden, „kleine Entscheidungen“ im Alltag bewusster zu treffen, um langfristig „große Erfolge“ zu erzielen.

## Medienpräsenz und Online-Aktivitäten
Durch seine sportlichen Erfolge und seine Trainerrolle wurde Eric Gold mehrfach in den Medien porträtiert. So berichtete die türkische Tageszeitung Hürriyet 2009 ausführlich über seinen WM-Titel und seine Lebensgeschichte. Auch in der regionalen Main-Post fand Gold Beachtung, etwa in Form von Porträts über seine interkulturelle Biografie und seine Arbeit als Trainer in Würzburg. Darüber hinaus trat er in verschiedenen Zeitungsartikeln und Lokal-TV-Beiträgen als Experte für Kampfsport und Gewaltprävention auf. Gold nutzt zudem aktiv digitale Medien, um seine Botschaften zu verbreiten. Er betreibt den YouTube-Kanal „True Martial Arts“, der mit regelmäßig veröffentlichten Trainingsvideos, Technik-Tutorials und Motivationsbeiträgen ein breites Publikum erreicht (über 166.000 Abonnenten, Stand 2023). Seine Videos richten sich sowohl an Anfänger als auch Fortgeschrittene und vermitteln neben technischen Fertigkeiten auch mentale Aspekte des Kampfsports. Auf TikTok und Instagram teilt Gold ebenfalls kurze Clips und Tipps unter dem Benutzernamen @true.martialarts, um insbesondere jüngere Zielgruppen anzusprechen. Mit dieser Präsenz in sozialen Medien zählt Gold zu den bekanntesten deutschen Online-Coaches im Kampfsportbereich.

## Sonstige Tätigkeiten
Abseits von Sport und Lehre war Eric Gold gelegentlich im Bereich Sicherheit und Entertainment tätig. So fungierte er 2017 bei einem Auftritt der Rockband Bloodhound Gang als persönlicher Leibwächter von Bassist „Evil“ Jared Hasselhoff. Bei diesem Event in Würzburg sorgte ein inszenierter Zwischenfall – Evil Jared „bedrohte“ scherzhaft seinen Bodyguard – für Schlagzeilen in der Musikpresse. Golds besonnener Umgang mit der Situation wurde positiv hervorgehoben. Ferner engagiert sich Gold ehrenamtlich für die Förderung von Kindern und Jugendlichen. Er beteiligt sich an gemeinnützigen Initiativen, um jungen Menschen Werte, Selbstvertrauen und Selbstverteidigungskompetenzen zu vermitteln. Beispielsweise wirkt er im Mai 2025 als Trainer beim „Peak Performer Kids Camp“ in Unterfranken mit, einem kostenfreien Sportcamp für sozial benachteiligte Kinder. Dort bringt er den 10–14-jährigen Teilnehmern spielerisch Kampfkünste und Grundwerte wie Respekt, Disziplin und Teamgeist näher. Sein freiwilliges Engagement in solchen Projekten unterstreicht Golds Anliegen, die positiven Effekte des Kampfsports in die Gesellschaft hineinzutragen.